# Кастеллаун
Кастеллаун (нем. Kastellaun) — город в Германии, в земле Рейнланд-Пфальц.
Входит в состав района Рейн-Хунсрюк. Подчиняется управлению Кастеллаун. Население составляет 5114 человек (на 31 декабря 2010 года). Занимает площадь 8,47 км². Официальный код — 07 1 40 064.

## Фотографии

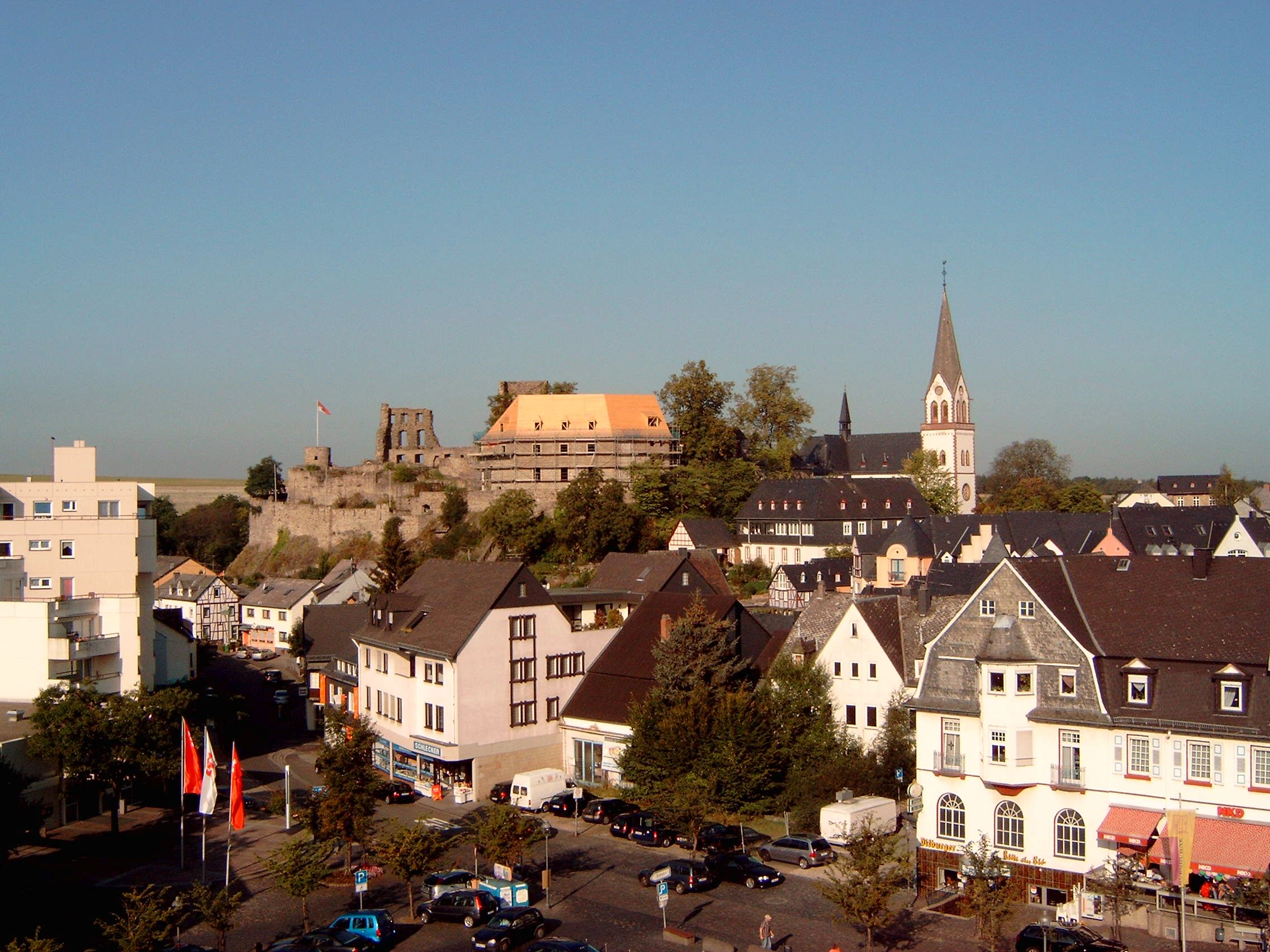
Рыночная площадь
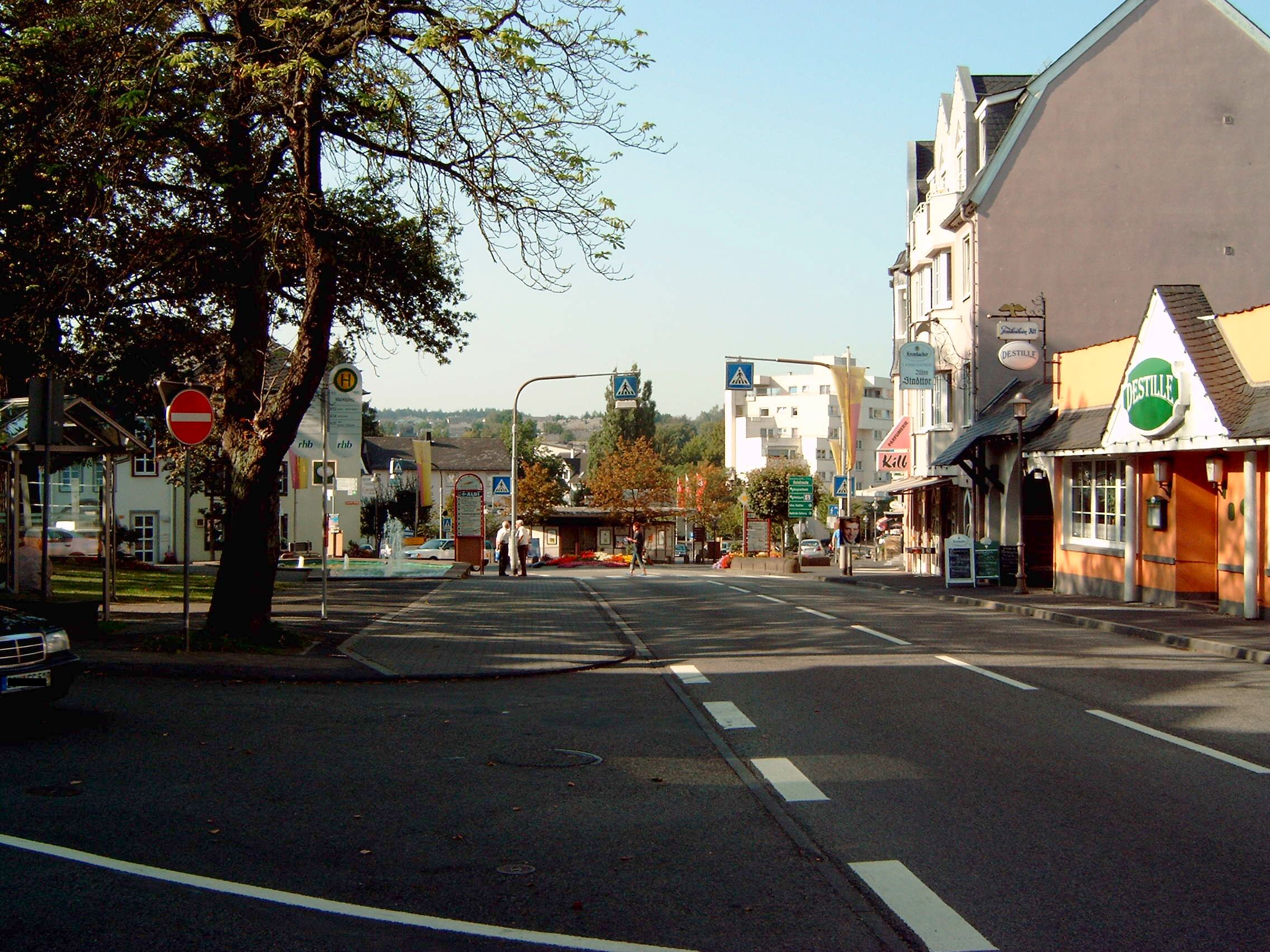
Рыночная площадь
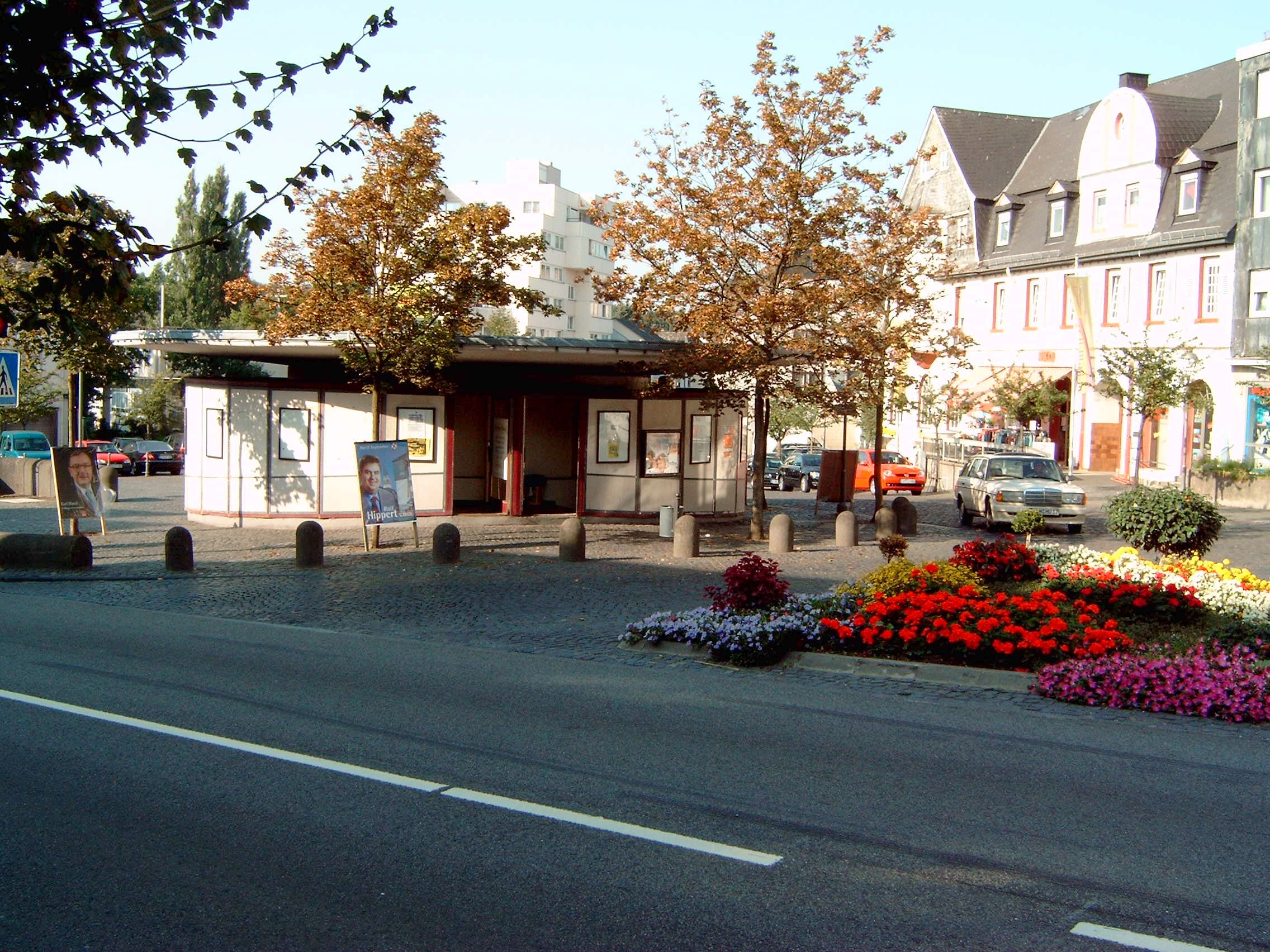
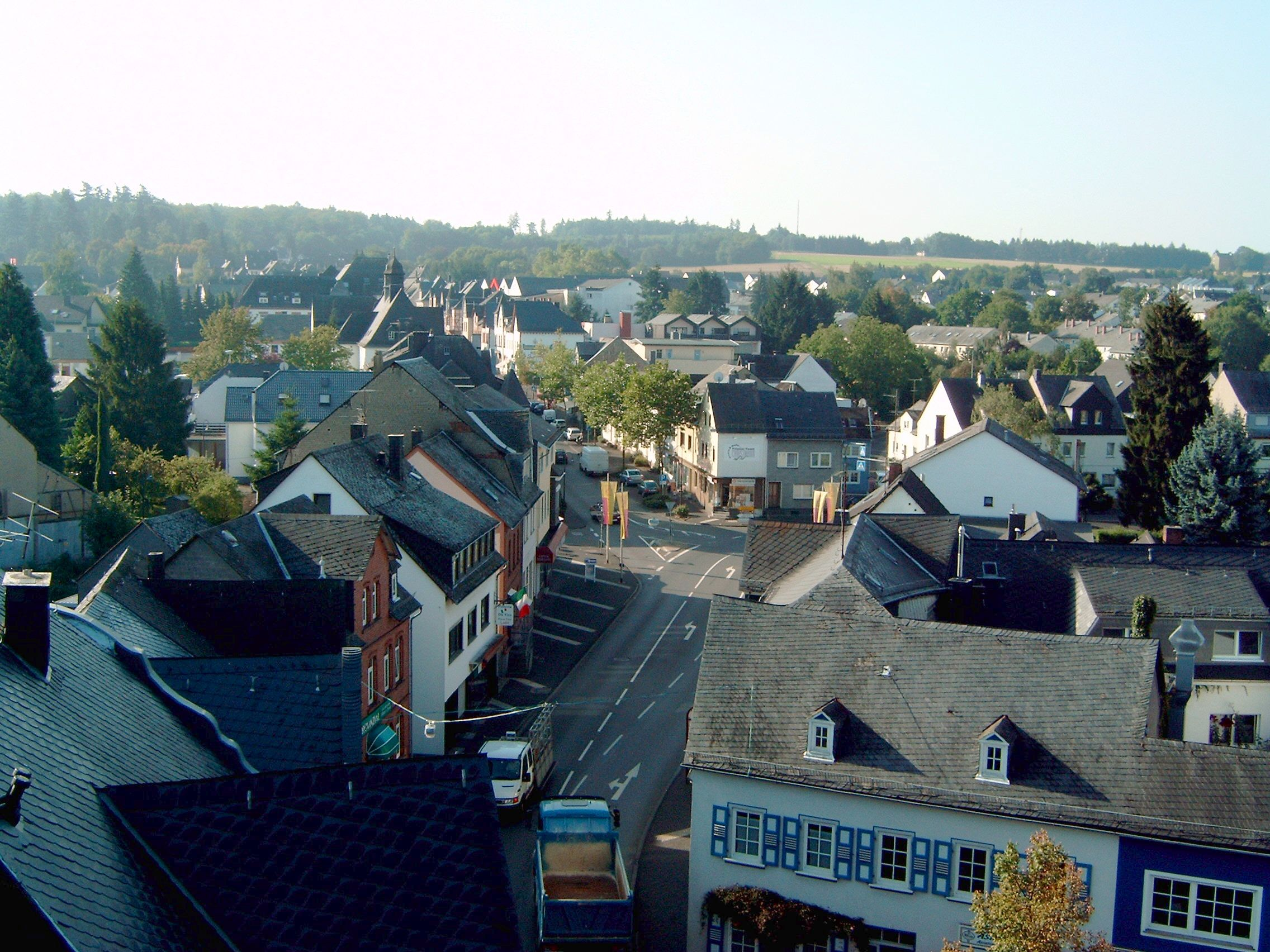
Вокзал

## Известные уроженцы
- Ласо, Арнольд фон (1839—1886) — немецкий геолог и минералог/